# Végeselemes módszer

Hidraulikus préskeret mechanikai feszültségei

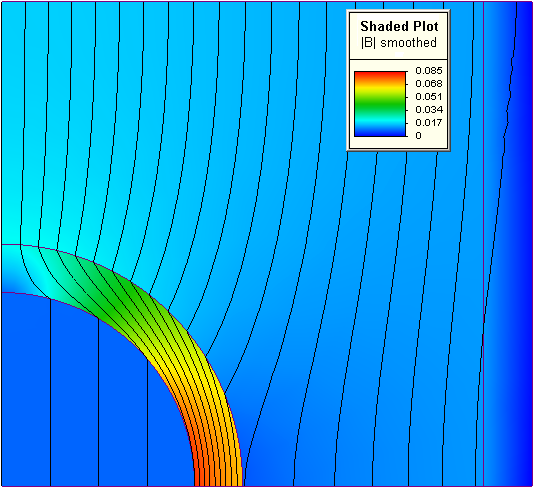
2D VEM megoldás egy magnetostatikai feladatra (a vonalak a mágneses fluxus sűrűségének irányát, a színek az erősségét jelölik)

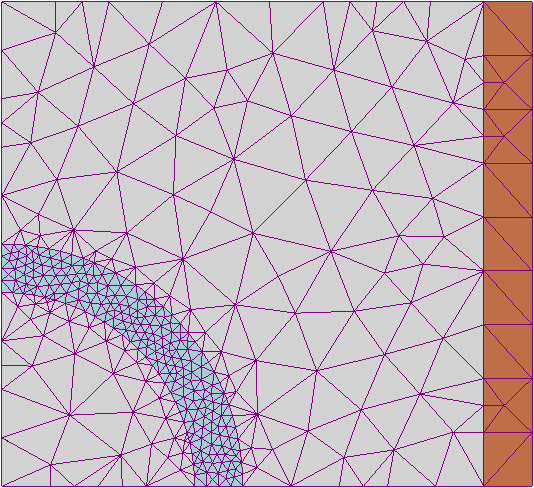
A fenti probléma megoldásához felvett sík háló (a háló vizsgált hely közelében sűrűbb)

A végeselemes módszer (VEM) numerikus módszer parciális differenciálegyenletek közelítő megoldására. Jellemzően mérnökök használják, a gépészmérnöki és építőmérnöki feladatokkal szorosan összefüggő mechanikai (szilárdságtani és lengéstani) számítások elvégzésére, valamint a villamosmérnöki gyakorlatban mezőszimuláció során is ezt a módszert alkalmazzák.      

## Lineáris statikus feladat
Tipikus példa a végeselemes módszer használatára egy bonyolult alakú statikusan terhelt gépalkatrész feszültségi állapotának és alakváltozásának meghatározása. Ebben az esetben az alkatrészt modellező geometriai testet véges számú elemre bontják: síkbeli problémáknál például háromszögekre vagy négyszögekre, térbeli esetben esetleg hasábokra vagy tetraéderekre. A felosztást úgy célszerű végrehajtani, hogy azokon a részeken, ahol a megoldás szempontjából kritikus lehet az eredmény, ott sűrűbben kisebb méretű, ahol pedig a változások várhatóan kisebb mértékűek lesznek, ott nagyobb méretű elemeket választanak. A modellben az elemek csak sarokpontjaikon (csomópontjaikon) csatlakoznak egymáshoz. A csomópontokon az elemekre ható erők és a csomópontok elmozdulása között a Hooke-törvényt követő anyag esetén lineáris összefüggés van, ezekből összeállítható az elemek merevségi mátrixa. Az elemek merevségi mátrixaiból megszerkeszthető az egész feladat merevségi mátrixa. A feladat ebben a fázisban az alábbi egyenlet megoldására redukálódik:
{\displaystyle {\vec {K}}{\vec {u}}={\vec {F}},}
ahol 
{\displaystyle {\vec {u}}} az m elemű elmozdulásvektor,
{\displaystyle {\vec {F}}} az m elemű terhelésvektor,
{\displaystyle {\vec {K}}} egy m × m elemű szimmetrikus mátrix, a rendszer merevségi mátrixa,
{\displaystyle m=n\cdot k}, a rendszer csomópontjainak (n) és a csomópontok szabadságfokainak (k) szorzata.
Az egyenletrendszer megoldásával kiszámítható az egyes csomópontok elmozdulása, majd az elmozdulásokból a csomóponti erők és a közelítő mechanikai feszültségek. A statikus probléma tehát végső fokon egy lineáris egyenletrendszer megoldását kívánja, amelyre sok jól használható számítógépes módszert dolgoztak ki.

## Dinamikai feladatok
A lineáris rendszer csillapítás nélküli lengéseire a következő egyenlet írható fel:
{\displaystyle {\vec {M}}{\vec {\ddot {u}}}+{\vec {K}}{\vec {u}}={\vec {0}},}
{\displaystyle {\vec {\ddot {u}}}} a gyorsulásvektor, nem más mint az {\displaystyle {\vec {u}}} elmozdulásvektor idő szerinti második deriváltja,
{\displaystyle {\vec {M}}} szimmetrikus mátrix a tömegmátrix, melynek elemei a rendszer tömegének a csomópontokra redukált diszkrét részeiből épül fel.
{\displaystyle {\vec {0}}} nullvektor, azt fejezi ki, hogy nincs gerjesztés.
A megoldást a következő alakban lehet keresni:
{\displaystyle {\vec {u}}={\vec {h}}\sin \alpha _{i}}
ahol {\displaystyle \alpha _{i}} az i-edik sajátérték (sajátfrekvencia),
{\displaystyle {\vec {h}}} pedig az i-ik sajátértékhez tartozó sajátvektor.
Visszahelyettesítve ezeket:
{\displaystyle (-{\vec {M}}+{\vec {K}})\sin \alpha _{i}={\vec {0}}}
Ez a feladat így egy mátrix sajátérték-sajátvektor feladatra vezethető vissza. Gerjesztett lengések és lineáris csillapítás esetén az egyenlet ilyen alakú:
{\displaystyle {\vec {M}}{\ddot {u}}+{\vec {S}}{\dot {u}}+{\vec {K}}{\vec {u}}={\vec {f}},}
itt
{\displaystyle {\vec {S}}} a csillapítás mátrix,
{\displaystyle {\vec {f}}} pedig a gerjesztőerők vektora

## Egyéb feladatok
A végeselemes módszert alkalmazni lehet nemlineáris feladatok megoldására is, mint például nemlineáris anyagtulajdonságok, nagy deformációk kezelésére, szerkezeti stabilitási problémák megoldására (épületszerkezetek stabilitása, kihajlása, külső nyomásnak kitett tartályok horpadása). Használják a VEM programokat hővezetési problémák illetve kombinált hővezetési és szilárdsági problémák megoldására is. Itt a gátolt hőtágulás okozta hőfeszültségek megállapítás az elsődleges cél. Mágneses és elektrosztatikus problémák szintén jól kezelhetők a módszerrel. Újabban gyakran használják a vízépítésben szivárgási és talajmechanikai vizsgálatok elvégzésére is.

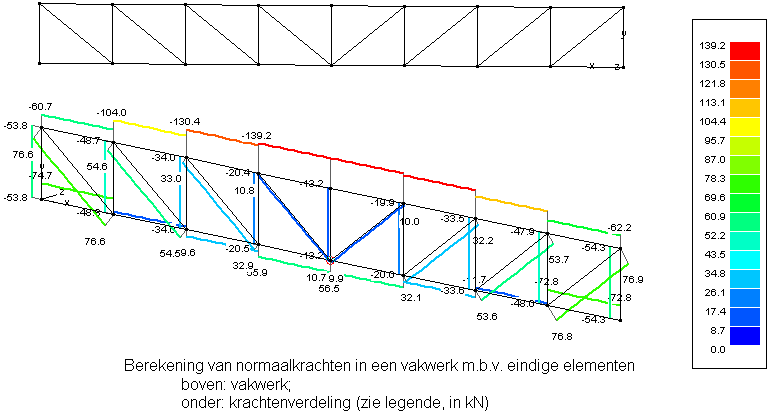
Rácsos tartó végeselemes analízisének eredménye. Rúderők (kN) és torzított deformációk

## Számítógépes programok
A végeselemes módszer kézi számításokra alkalmatlan, mivel nagyon sok elemi műveletet kellene megoldani hozzá. A mai viszonylag kis teljesítményű személyi számítógépek is alkalmasak azonban, hogy egy sor gyakorlatilag fontos feladat megoldható legyen. A végeselemes módszer alkalmazásánál nemcsak a tulajdonképpeni matematikai feladat (egyenletrendszer megoldása, sajátérték-feladat) megoldása munkaigényes, hanem magának az adatoknak az előkészítése és az eredmények értékelhető alakba hozása is sok időt igényelne. Ezért a korszerű számítógépes programok részét képezi egy preprocesszor és egy posztprocesszor is. A gépalkatrész példa esetén a preprocesszor egy CAD programban elkészített rajzból vagy térbeli modellből kiindulva automatikusan vagy félautomatikusan generálja a végeselemes hálót és ugyancsak segít a terhelések felhasználóbarát megadásában is. A posztprocesszor pedig vagy felrajzolja a torzított léptékű deformált alakot (vagyis a deformációk értékét egy nagyobb számmal megszorozva jól láthatóvá teszi az alakváltozást) vagy szintvonalakkal vagy színezéssel bejelöli a különböző feszültségű tartományokat. Sok új CAD program már tartalmaz egyszerűbb végeselemes modult. Ilyen többek között a Solid Edge, CATIA V5, Autodesk Inventor Professional, SolidWorks, Pro/Engineer.
Ismertebb professzionális kereskedelmi VEM programok:

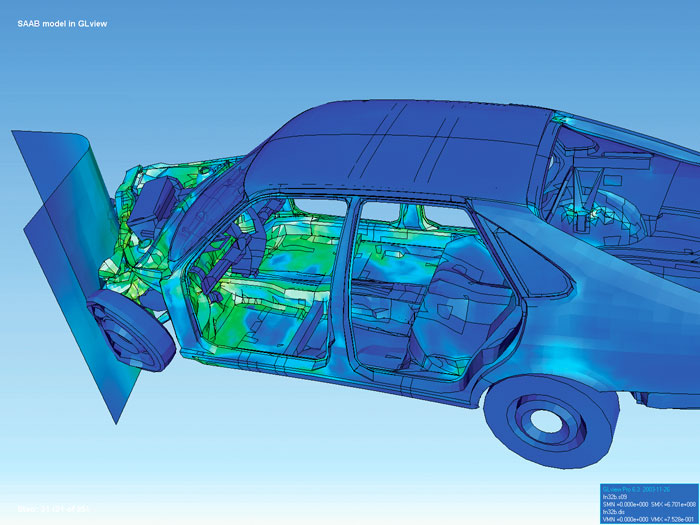
Aszimmetrikus ütközés okozta feszültségek és deformációk szilárdsági analízise

- ABAQUS
- ADINA
- ALGOR
- Analysis3D
- ANSYS
- CalculiX
- COMSOL
- COSMOS
- FEAP
- Femap
- FEM-Design
- MARC
- NASTRAN
- LS-DYNA
- MESHPARTS
- Simcenter 3D
- SOFiSTiK

Szabad VEM programok:
- Code_Aster
- Elmer
- DUNE
- MoFEM
- Z88

## Külső hivatkozások
- Páczelt István, Szabó Tamás, Baksa Attila: A végeselem-módszer alapjai.
- dr. Vörös Gábor: Virtuális munka elve. Véges elem módszer alapjai. BME oktatási segédlet.[halott link]
- A matematikai modellezés és a végeselem-módszer
- Bojtár Imre – Gáspár Zsolt: A végeselemmódszer matematikai alapjai. BME Tartószerkezetek Mechanikája Tanszék Budapest, 2009